# Зіна Гаррісон
Зіна Гаррісон (англ. Zina Garrison, 16 листопада 1963) — американська тенісистка, олімпійська чемпіонка та медалістка, триразова чемпіонка турнірів Великого шолома в міксті, фіналістка Вімблдону в одиночному розряді.
Олімпійську золоту медаль та звання олімпійської чемпіонки Гаррісон виборола на Сеульській олімпіаді в парі з Пем Шрайвер. На тій же Олімпіаді вона здобула бронзову медаль в одиночному розряді.
Завершила кар'єру 1997 року.

## Турніри Великого шолома

### Одиночний розряд: 1 (1 поразка)
| Результат | Рік  | Турнір               | Покриття | Опонент             | Рахунок  |
| --------- | ---- | -------------------- | -------- | ------------------- | -------- |
| Поразка   | 1990 | Вімблдонський турнір | Трава    | Мартіна Навратілова | 6–4, 6–1 |

### Парний розряд: 2 (2 поразки)
| Результат | Рік  | Турнір                                 | Покриття | Партнер            | Опоненти                            | Рахунок       |
| --------- | ---- | -------------------------------------- | -------- | ------------------ | ----------------------------------- | ------------- |
| Поразка   | 1987 | Відкритий чемпіонат Австралії з тенісу | Трава    | Лорі Макніл        | Мартіна Навратілова Пем Шрайвер     | 6–1, 6–0      |
| Поразка   | 1992 | Australian Open                        | Тверде   | Мері Джо Фернандес | Аранча Санчес Вікаріо Гелена Сукова | 6–4, 7–6(7–3) |

### Мікст: 6 (3 титули, 3 поразки)
| Результат | Рік  | Турнір                                 | Покриття | Партнер       | Опоненти                            | Рахунок            |
| --------- | ---- | -------------------------------------- | -------- | ------------- | ----------------------------------- | ------------------ |
| Перемога  | 1987 | Відкритий чемпіонат Австралії з тенісу | Трава    | Шервуд Стюарт | Енн Гоббс Ендрю Кастл               | 3–6, 7–6(7–5), 6–3 |
| Перемога  | 1988 | Вімблдонський турнір                   | Трава    | Шервуд Стюарт | Гретхен Раш Келлі Джонс             | 6–1, 7–6(7–3)      |
| Поразка   | 1989 | Australian Open                        | Тверде   | Шервуд Стюарт | Яна Новотна Джим П'ю                | 6–3, 6–4           |
| Поразка   | 1990 | Australian Open                        | Тверде   | Джим П'ю      | Наташа Звєрєва Ендрю Кастл          | 4–6, 6–2, 6–3      |
| Перемога  | 1990 | Wimbledon (2)                          | Трава    | Рік Ліч       | Елізабет Смайлі Джон Фіцджералд     | 7–5, 6–2           |
| Поразка   | 1993 | Australian Open                        | Тверде   | Рік Ліч       | Аранча Санчес Вікаріо Тодд Вудбрідж | 7–5, 6–4           |

## Фінали турнірів WTA

### Одиночний розряд: 36 (14–22)
| Перемога — Легенда            |
| ----------------------------- |
| Турніри Великого шолома (0–1) |
| Турніри WTA Tour (0–0)        |
| Tier I (0–0)                  |
| Tier II (0–8)                 |
| Tier III (5–2)                |
| Tier IV (3–2)                 |
| Tier V (0–2)                  |
| Virginia Slims (6–7)          |

| Фінали за покриттям |
| ------------------- |
| Тверде (3–6)        |
| Трава (4–4)         |
| Ґрунт (1–3)         |
| Килим (6–9)         |

| Результат | Ранг | Дата             | Турнір                      | Покриття   | Опонент                 | Рахунок              |
| --------- | ---- | ---------------- | --------------------------- | ---------- | ----------------------- | -------------------- |
| Поразка   | 1.   | 1 серпня 1983    | Індіанаполіс                | Ґрунт      | Андреа Темешварі        | 2–6, 2–6             |
| Поразка   | 2.   | 2 січня 1984     | Washington                  | Килим (i)  | Гана Мандлікова         | 1–6, 1–6             |
| Поразка   | 3.   | 24 вересня 1984  | Новий Орлеан                | Килим (i)  | Мартіна Навратілова     | 4–6, 3–6             |
| Перемога  | 1.   | 29 жовтня 1984   | Zurich Open                 | Килим (i)  | Клаудія Коде-Кільш      | 6–1, 0–6, 6–2        |
| Поразка   | 4.   | 14 січня 1985    | Denver                      | Килим (i)  | Пінат Луї Гарпер        | 4–6, 6–4, 4–6        |
| Перемога  | 2.   | 15 квітня 1985   | Amelia Island Championships | Ґрунт      | Кріс Еверт              | 6–4, 6–3             |
| Поразка   | 5.   | 22 липня 1985    | Indianapolis                | Ґрунт      | Андреа Темашварі        | 6–7(0–7), 3–6        |
| Перемога  | 3.   | 28 жовтня 1985   | Zürich                      | Килим (i)  | Гана Мандлікова         | 6–1, 6–3             |
| Поразка   | 6.   | 15 вересня 1986  | Eckerd Open                 | Тверде     | Лорі Макніл             | 6–2, 5–7, 2–6        |
| Перемога  | 4.   | 27 жовтня 1986   | Індіанаполіс                | Тверде (i) | Мелісса Гарні           | 6–3, 6–3             |
| Перемога  | 5.   | 5 січня 1987     | Sydney International        | Трава      | Пем Шрайвер             | 6–2, 6–4             |
| Перемога  | 6.   | 9 лютого 1987    | Silicon Valley Classic      | Килим (i)  | Сільвія Ганіка          | 7–5, 4–6, 6–3        |
| Поразка   | 7.   | 17 серпня 1987   | Мастерс Канада              | Тверде     | Пем Шрайвер             | 4–6, 1–6             |
| Поразка   | 8.   | 24 жовтня 1988   | Indianapolis                | Тверде (i) | Катарина Малеєва        | 3–6, 6–2, 2–6        |
| Поразка   | 9.   | 13 лютого 1989   | Washington                  | Килим (i)  | Штеффі Граф             | 1–6, 5–7             |
| Перемога  | 7.   | 20 лютого 1989   | Oakland                     | Килим (i)  | Лариса Савченко-Нейланд | 6–1, 6–1             |
| Поразка   | 10.  | 12 червня 1989   | Birmingham Classic          | Трава      | Мартіна Навратілова     | 6–7(5–7), 3–6        |
| Перемога  | 8.   | 17 липня 1989    | Ньюпорт                     | Трава      | Пем Шрайвер             | 6–0, 6–1             |
| Поразка   | 11.  | 31 липня 1989    | Southern California Open    | Тверде     | Німеччина Штеффі Граф   | 4–6, 5–7             |
| Поразка   | 12.  | 30 жовтня 1989   | Worcester                   | Килим (i)  | Мартіна Навратілова     | 2–6, 3–6             |
| Перемога  | 9.   | 6 листопада 1989 | Ameritech Cup               | Килим (i)  | Larisa Savchenko        | 6–3, 2–6, 6–4        |
| Поразка   | 13.  | 19 лютого 1990   | Washington                  | Килим (i)  | Мартіна Навратілова     | 1–6, 0–6             |
| Перемога  | 10.  | 11 червня 1990   | Birmingham                  | Трава      | Гелена Сукова           | 6–4, 6–1             |
| Поразка   | 14.  | 25 червня 1990   | Wimbledon                   | Трава      | Мартіна Навратілова     | 4–6, 1–6             |
| Поразка   | 15.  | 22 жовтня 1990   | Dorado                      | Тверде     | Дженніфер Капріаті      | 7–5, 4–6, 2–6        |
| Поразка   | 16.  | 11 лютого 1991   | Chicago                     | Килим (i)  | Мартіна Навратілова     | 1–6, 2–6             |
| Поразка   | 17.  | 22 жовтня 1991   | Брайтон                     | Килим (i)  | Штеффі Граф             | 7–5, 4–6, 1–6        |
| Перемога  | 11.  | 17 лютого 1992   | Оклагома-Сіті               | Тверде (i) | Лорі Макніл             | 7–5, 3–6, 7–6(12–10) |
| Поразка   | 18.  | 13 квітня 1992   | Х'юстон                     | Ґрунт      | Моніка Селеш            | 1–6, 1–6             |
| Перемога  | 12.  | 15 лютого 1993   | Oklahoma City               | Тверде (i) | Патті Фендік            | 6–2, 6–2             |
| Поразка   | 19.  | 7 червня 1993    | Birmingham                  | Трава      | Лорі Макніл             | 4–6, 6–2, 3–6        |
| Поразка   | 20.  | 26 липня 1993    | Connecticut Open            | Тверде     | Кончіта Мартінес        | 3–6, 2–6             |
| Перемога  | 13.  | 18 жовтня 1993   | Hungarian Ladies Open       | Килим (i)  | Сабін Аппельманс        | 7–5, 6–2             |
| Поразка   | 21.  | 1 листопада 1993 | Silicon Valley Classic      | Килим (i)  | Мартіна Навратілова     | 2–6, 6–7(1–7)        |
| Поразка   | 22.  | 6 червня 1994    | Birmingham                  | Трава      | Лорі Макніл             | 2–6, 2–6             |
| Перемога  | 14.  | 12 червня 1995   | Birmingham                  | Трава      | Лорі Макніл             | 6–3, 6–3             |

### Парний розряд: 46 (20–26)
| Перемога — Легенда            |
| ----------------------------- |
| Турніри Великого шолома (0–2) |
| Tour Championships (0–0)      |
| Олімпійські Ігри (1–0)        |
| Tier I (2–2)                  |
| Tier II (6–11)                |
| Tier III (6–2)                |
| Tier IV (0–0)                 |
| Tier V (0–1)                  |
| Virginia Slims (5–8)          |

| Фінали за покриттям |
| ------------------- |
| Тверде (8–7)        |
| Трава (2–3)         |
| Ґрунт (3–5)         |
| Килим (7–11)        |

| Результат | Ранг | Дата              | Турнір                                  | Покриття   | Партнер                  | Опоненти                                 | Рахунок                 |
| --------- | ---- | ----------------- | --------------------------------------- | ---------- | ------------------------ | ---------------------------------------- | ----------------------- |
| Перемога  | 1.   | 4 серпня 1986     | Мастерс Канада                          | Тверде     | Габріела Сабатіні        | Пем Шрайвер Гелена Сукова                | 7–6(7–2), 5–7, 6–4      |
| Поразка   | 1.   | 13 жовтня 1986    | Porsche Tennis Grand Prix               | Килим (i)  | Габріела Сабатіні        | Мартіна Навратілова Пем Шрайвер          | 6–7(5–7), 4–6           |
| Перемога  | 2.   | 27 жовтня 1986    | Індіанаполіс                            | Тверде (i) | Лорі Макніл              | Кенді Рейнолдс Енн Сміт                  | 4–5 ret.                |
| Поразка   | 2.   | 12 січня 1987     | Відкритий чемпіонат Австралії з тенісу  | Трава      | Лорі Макніл              | Мартіна Навратілова Пем Шрайвер          | 1–6, 0–6                |
| Поразка   | 3.   | 9 лютого 1987     | Silicon Valley Classic                  | Килим (i)  | Габріела Сабатіні        | Гана Мандлікова Венді Тернбулл           | 4–6, 6–7(4–7)           |
| Поразка   | 4.   | 23 березня 1987   | Washington                              | Килим (i)  | Лорі Макніл              | Еліз Берджін Пем Шрайвер                 | 1–6, 6–3, 4–6           |
| Поразка   | 5.   | 6 квітня 1987     | Volvo Car Open                          | Ґрунт      | Лорі Макніл              | Мерседес Пас Ева Пфафф                   | 6–7(6–8), 5–7           |
| Поразка   | 6.   | 20 квітня 1987    | Х'юстон                                 | Ґрунт      | Лорі Макніл              | Кеті Джордан Мартіна Навратілова         | 2–6, 4–6                |
| Поразка   | 7.   | 10 серпня 1987    | LA Women's Tennis Championships         | Тверде     | Лорі Макніл              | Мартіна Навратілова Пем Шрайвер          | 3–6, 4–6                |
| Перемога  | 3.   | 17 серпня 1987    | Toronto                                 | Тверде     | Лорі Макніл              | Клаудія Коде-Кільш Гелена Сукова         | 6–1, 6–2                |
| Перемога  | 4.   | 28 вересня 1987   | Новий Орлеан                            | Килим (i)  | Лорі Макніл              | Пінат Луї Гарпер Хетер Ладлофф           | 6–3, 6–4                |
| Поразка   | 8.   | 12 жовтня 1987    | Filderstadt                             | Килим (i)  | Лорі Макніл              | Мартіна Навратілова Пем Шрайвер          | 1–6, 2–6                |
| Поразка   | 9.   | 9 листопада 1987  | Ameritech Cup                           | Килим (i)  | Лорі Макніл              | Клаудія Коде-Kilsch Гелена Сукова        | 4–6, 3–6                |
| Поразка   | 10.  | 8 лютого 1988     | Даллас                                  | Килим (i)  | Джиджі Фернандес         | Лорі Макніл Ева Пфафф                    | 6–2, 4–6, 5–7           |
| Перемога  | 5.   | 7 березня 1988    | Бока-Ратон                              | Тверде     | Катріна Адамс            | Клаудія Коде-Kilsch Гелена Сукова        | 4–6, 5–7, 6–4           |
| Поразка   | 11.  | 14 березня 1988   | Мастерс Маямі                           | Тверде     | Джиджі Фернандес         | Штеффі Граф Габріела Сабатіні            | 6–7(3–7), 3–6           |
| Перемога  | 6.   | 11 квітня 1988    | Amelia Island Championships             | Ґрунт      | Ева Пфафф                | Катріна Адамс Penny Barg                 | 4–6, 6–2, 7–6(7–5)      |
| Перемога  | 7.   | 18 квітня 1988    | Houston                                 | Ґрунт      | Катріна Адамс            | Лорі Макніл Мартіна Навратілова          | 6–7(4–7), 6–2, 6–4      |
| Поразка   | 12.  | 15 серпня 1988    | Montreal                                | Тверде     | Пем Шрайвер              | Яна Новотна Гелена Сукова                | 6–7(2–7), 6–7(6–8)      |
| Перемога  | 8.   | 19 вересня 1988   | Теніс на літніх Олімпійських іграх 1988 | Тверде     | Пем Шрайвер              | Яна Новотна Гелена Сукова                | 4–6, 6–2, 10–8          |
| Поразка   | 13.  | 24 жовтня 1988    | Indianapolis                            | Тверде (i) | Катріна Адамс            | Лариса Савченко-Нейланд Наташа Звєрєва   | 2–6, 1–6                |
| Перемога  | 9.   | 25 листопада 1988 | Токіо                                   | Килим (i)  | Катріна Адамс            | Джиджі Фернандес Робін Вайт              | 7–5, 7–5                |
| Перемога  | 10.  | 31 січня 1989     | Toray Pan Pacific Open                  | Килим (i)  | Катріна Адамс            | Мері Джо Фернандес Клаудія Коде-Kilsch   | 6–3, 6–3, 7–6(7–5)      |
| Перемога  | 11.  | 24 квітня 1989    | Houston                                 | Ґрунт      | Катріна Адамс            | Джиджі Фернандес Лорі Макніл             | 6–3, 6–4                |
| Перемога  | 12.  | 19 червня 1989    | Eastbourne International                | Трава      | Катріна Адамс            | Яна Новотна Гелена Сукова                | 6–3, ret.               |
| Перемога  | 13.  | 19 лютого 1990    | Washington                              | Килим (i)  | Мартіна Навратілова      | Енн Генрікссон Діанне Ван Ренсбург       | 6–0, 6–3                |
| Поразка   | 14.  | 18 червня 1990    | Eastbourne                              | Трава      | Патті Фендік             | Larisa Savchenko-Neiland Наталія Звєрєва | 4–6, 3–6                |
| Перемога  | 14.  | 6 серпня 1990     | Southern California Open                | Тверде     | Патті Фендік             | Еліз Берджін Розалін Феербенк            | 6–4, 7–6(7–5)           |
| Перемога  | 15.  | 15 жовтня 1990    | Filderstadt                             | Килим (i)  | Мері Джо Фернандес       | Мерседес Пас Аранча Санчес Вікаріо       | 7–5, 6–3                |
| Перемога  | 16.  | 15 березня 1991   | Key Biscayne                            | Тверде     | Мері Джо Фернандес       | Джиджі Фернандес Яна Новотна             | 7–5, 6–2                |
| Поразка   | 15.  | 7 жовтня 1991     | Zurich Open                             | Килим (i)  | Лорі Макніл              | Яна Новотна Андреа Стрнадова             | 4–6, 3–6                |
| Поразка   | 16.  | 22 жовтня 1991    | Брайтон                                 | Килим (i)  | Лорі Макніл              | Пем Шрайвер Наташа Звєрєва               | 1–6, 2–6                |
| Поразка   | 17.  | 11 листопада 1991 | Філадельфія                             | Килим (i)  | Мері Джо Фернандес       | Яна Новотна Larisa Savchenko-Neiland     | 2–6, 4–6                |
| Поразка   | 18.  | 6 січня 1992      | Sydney International                    | Тверде     | Мері Джо Фернандес       | Аранча Санчес Вікаріо Гелена Сукова      | 6–7(4–7), 7–6(7–4), 2–6 |
| Поразка   | 19.  | 13 січня 1992     | Australian Open                         | Тверде     | Мері Джо Фернандес       | Аранча Санчес Вікаріо Гелена Сукова      | 4–6, 6–7(3–7)           |
| Поразка   | 20.  | 10 лютого 1992    | Chicago                                 | Килим (i)  | Катріна Адамс            | Мартіна Навратілова Пем Шрайвер          | 4–6, 6–7(7–9)           |
| Поразка   | 21.  | 6 квітня 1992     | Amelia Island                           | Ґрунт      | Яна Новотна              | Аранча Санчес Вікаріо Наташа Звєрєва     | 1–6, 0–6                |
| Поразка   | 22.  | 15 червня 1992    | Eastbourne                              | Трава      | Мері Джо Фернандес       | Яна Новотна Larisa Savchenko-Neiland     | 0–6, 3–6                |
| Поразка   | 23.  | 10 серпня 1992    | Los Angeles                             | Тверде     | Пем Шрайвер              | Аранча Санчес Вікаріо Гелена Сукова      | 4–6, 2–6                |
| Перемога  | 17.  | 8 лютого 1993     | Chicago                                 | Килим (i)  | Катріна Адамс            | Емі Фрейзер Кімберлі По                  | 7–6(7–3), 6–3           |
| Перемога  | 18.  | 15 лютого 1993    | Оклагома-Сіті                           | Тверде (i) | Патті Фендік             | Катріна Адамс Манон Боллеграф            | 6–3, 6–2                |
| Поразка   | 24.  | 3 травня 1993     | Мастерс Рим                             | Ґрунт      | Мері Джо Фернандес       | Яна Новотна Аранча Санчес Вікаріо        | 4–6, 2–6                |
| Перемога  | 19.  | 4 жовтня 1993     | Zürich                                  | Килим (i)  | Мартіна Навратілова      | Джиджі Фернандес Наташа Звєрєва          | 6–3, 5–7, 6–3           |
| Поразка   | 25.  | 21 березня 1994   | Houston                                 | Ґрунт      | Катріна Адамс            | Манон Боллеграф Мартіна Навратілова      | 4–6, 2–6                |
| Перемога  | 20.  | 6 червня 1994     | Birmingham Classic                      | Трава      | Larisa Savchenko-Neiland | Кетрін Берклей Керрі-Енн Г'юз            | 6–4, 6–4                |
| Поразка   | 26.  | 30 жовтня 1995    | Oakland                                 | Килим (i)  | Катріна Адамс            | Лорі Макніл Гелена Сукова                | 6–3, 4–6, 3–6           |

## Виступи у турнірах Великого шолома

### Одиночний розряд
| Турнір                                 | 1980  | 1981  | 1982  | 1983  | 1984  | 1985  | 1986  | 1987  | 1988  | 1989  | 1990  | 1991  | 1992  | 1993  | 1994  | 1995  | 1996  | Career SR |
| -------------------------------------- | ----- | ----- | ----- | ----- | ----- | ----- | ----- | ----- | ----- | ----- | ----- | ----- | ----- | ----- | ----- | ----- | ----- | --------- |
| Відкритий чемпіонат Австралії з тенісу |       |       | 1р    | ПФ    | 1р    | ЧФ    |       | ЧФ    | 2р    | ЧФ    | ЧФ    | 2р    | 2р    | 3р    | 1р    | 3р    |       | 0 / 13    |
| Відкритий чемпіонат Франції з тенісу   |       |       | ЧФ    | 1р    | 2р    | 2р    | 3р    |       | 2р    | 3р    | 1р    | 1р    |       | 1р    | 1р    | 1р    |       | 0 / 12    |
| Вімблдонський турнір                   |       |       | 2р    | 1р    | 2р    | ПФ    | 2р    |       | ЧФ    | 2р    | Ф     | ЧФ    | 2р    | 2р    | ЧФ    | 3р    |       | 0 / 13    |
| Відкритий чемпіонат США з тенісу       | 2р    | 1р    | 2р    | 2р    | 3р    | ЧФ    | 2р    | 2р    | ПФ    | ПФ    | ЧФ    | 2р    | 2р    | 3р    | 2р    | 2р    | 1р    | 0 / 17    |
| SR                                     | 0 / 1 | 0 / 1 | 0 / 4 | 0 / 4 | 0 / 4 | 0 / 4 | 0 / 3 | 0 / 2 | 0 / 4 | 0 / 4 | 0 / 4 | 0 / 4 | 0 / 3 | 0 / 4 | 0 / 4 | 0 / 4 | 0 / 1 | 0 / 55    |
| Рейтинг на кінець року                 | NR    | NR    | 16    | 10    | 9     | 8     | 11    | 9     | 9     | 4     | 8     | 12    | 18    | 14    | 24    | 22    | 255   |           |

### Парний розряд
| Турнір                                 | 1981  | 1982  | 1983  | 1984  | 1985  | 1986  | 1987  | 1988  | 1989  | 1990  | 1991  | 1992  | 1993  | 1994  | 1995  | 1996  | 1997  | Career SR |
| -------------------------------------- | ----- | ----- | ----- | ----- | ----- | ----- | ----- | ----- | ----- | ----- | ----- | ----- | ----- | ----- | ----- | ----- | ----- | --------- |
| Відкритий чемпіонат Австралії з тенісу |       | 1р    | 2р    | ЧФ    | ЧФ    |       | Ф     | ПФ    | 3р    | 1р    | 2р    | Ф     | ЧФ    | ЧФ    | 1р    |       |       | 0 / 13    |
| Відкритий чемпіонат Франції з тенісу   |       | 2р    | 1р    | 1р    | 1р    | 1р    |       | ЧФ    | ЧФ    | 1р    | ЧФ    | 1р    | 3р    | 3р    | ЧФ    |       |       | 0 / 13    |
| Вімблдонський турнір                   |       | 1р    | 2р    | 2р    | 2р    | 3р    |       | ПФ    | ЧФ    | ПФ    | ПФ    | ЧФ    | ПФ    | 1р    | 3р    |       |       | 0 / 13    |
| Відкритий чемпіонат США з тенісу       | 2р    | 1р    | 3р    | 1р    | ПФ    | ЧФ    | ЧФ    | 2р    | 3р    | 3р    | ПФ    | ЧФ    |       |       | 3р    | 1р    | 1р    | 0 / 15    |
| SR                                     | 0 / 1 | 0 / 4 | 0 / 4 | 0 / 4 | 0 / 4 | 0 / 3 | 0 / 2 | 0 / 4 | 0 / 4 | 0 / 4 | 0 / 4 | 0 / 4 | 0 / 3 | 0 / 3 | 0 / 4 | 0 / 1 | 0 / 1 | 0 / 54    |
| Рейтинг на кінець року                 |       |       |       | 40    | 44    | 18    | 7     | 7     | 9     | 13    | 12    | 10    | 13    | 21    | 27    | 90    | NR    |           |

### Мікст
| Турнір                                 | 1982  | 1983  | 1984  | 1985  | 1986  | 1987  | 1988  | 1989  | 1990  | 1991  | 1992  | 1993  | 1994  | 1995  | 1996  | Career SR |
| -------------------------------------- | ----- | ----- | ----- | ----- | ----- | ----- | ----- | ----- | ----- | ----- | ----- | ----- | ----- | ----- | ----- | --------- |
| Відкритий чемпіонат Австралії з тенісу |       |       |       |       |       | П     | 1р    | Ф     | Ф     | 1р    |       | Ф     | 1р    |       |       | 1 / 7     |
| Відкритий чемпіонат Франції з тенісу   |       | ЧФ    |       | 3р    |       |       | 2р    | ПФ    | 2р    | 3р    |       | 2р    | 2р    | 3р    |       | 0 / 9     |
| Вімблдонський турнір                   |       | ЧФ    | 1р    | 2р    | 1р    |       | П     | 3р    | П     | 2р    | 2р    | 3р    | 1р    |       |       | 2 / 11    |
| Відкритий чемпіонат США з тенісу       | ЧФ    | 2р    |       | ЧФ    | 2р    | ПФ    | ЧФ    | ЧФ    | ЧФ    | 1р    | ЧФ    | 1р    | 2р    |       | 1р    | 0 / 13    |
| SR                                     | 0 / 1 | 0 / 3 | 0 / 1 | 0 / 3 | 0 / 2 | 1 / 2 | 1 / 4 | 0 / 4 | 1 / 4 | 0 / 4 | 0 / 2 | 0 / 4 | 0 / 4 | 0 / 1 | 0 / 1 | 3 / 40    |

## Зовнішні посилання
- Досьє на сайті WTA [Архівовано 3 жовтня 2012 у Wayback Machine.]